# Alcalá de la Vega
Alcalá de la Vega è un comune spagnolo di 105 abitanti situato nella provincia di Cuenca nella comunità autonoma di Castiglia-La Mancia.